# 宋琨 (画家)
宋琨（1977年—），出生于内蒙古，是当代中国的画家、艺术家。工作生活于北京，职业艺术家，被誉为“最令人瞩目的70后女性艺术家”。

## 生平
1996年毕业于中央美术学院附属中学，2002年毕业于中央美术学院油画系第三工作室, 学士。2006年毕业于中央美术学院油画系第三工作室，硕士，师从艺术家刘小东，谢东明。

## 作品展览
- 2006年 北京博而励画廊个展《这就是我的生活》
- 2007年 美国洛杉矶，加利福尼亚Hammer Museum个展《Songkun》
- 2008年 北京博而励画廊个展《昔珈.忘川》
- 2009年 美国洛杉矶，加利福尼亚Walter Maciel Gallery个展《寻隐者不遇》
- 2010年 上海民生现代美术馆群展《中国当代艺术三十年进程》
- 2012年 北京尤伦斯当代艺术中心个展《千吻之深》[8]
- 2011年 美国费城Leonard Pearlstein 美术馆展出《HALF THE SKY-中国当代女性艺术展》
- 2014年 上海民生现代美术馆展出《视觉意识流》
- 2014年 美国佛罗里达坦帕美术馆展出《我的世代:中国青年艺术家》
- 2014年 德国杜塞尔多夫北威斯特法伦会展中心展出《China8-莱茵鲁尔中国当代艺术展》
- 2015年 上海民生21世纪美术馆开馆展《多重宇宙》
- 2015年 中央美术学院美术馆，上海中华艺术宫，太庙艺术馆大型群展《历史的温度-当代关切》
- 2016年 上海龙美术馆群展《SHE-国际女性艺术特展》
- 2018年 北京太庙艺术馆大型群展《时代肖像》
- 2018 上海Cc基金会&艺术中心个展《泛灵净界》[9]
- 2019 上海SSSSTART艺术空间个展《写真.女体》

## 艺术博览会
- 香港Art Basel巴塞尔艺术
- 瑞士Art Basel巴塞尔艺术博览会
- 纽约Frieze艺术博览会
- 纽约军械库艺术博览会
- 伦敦Frieze艺术博览会
- 上海西岸艺术与设计博览会
- 上海021艺术博览会
- 北京当代艺术博览会等

## 作品收藏
- 中央美术学院美术馆，中国
- M+视觉文化博物馆，香港，中国
- 星美术馆，上海，中国
- 龙美术馆，上海，中国
- 民生美术馆，中国
- 新世纪当代艺术基金会，北京，中国
- 知美术馆，成都，中国
- 弗朗索瓦·皮诺，法国
- 吉罗德·毕沙罗·塞伽罗特，美国
- 乌利·希克收藏，瑞士